# Paul Dickov
Paul Dickov (Glasgow, 1 november 1972) is een Schots voetballer en voetbalcoach. De voormalige spits is anno 2014 actief trainer van Doncaster Rovers.

## Carrière
Dickov begon zijn carrière bij Arsenal FC, maar verdiende daar nooit een basisplaats. Hij werd twee keer verhuurd, waarna hij in 1996 vertrok naar Manchester City. In zes seizoenen speelde hij met City in drie verschillende divisies.
In 2002 vertrok Dickov naar Leicester City, waar hij twee seizoenen speelde. In 2004 vertrok hij naar Blackburn Rovers, waarmee hij ook in de Uefa Cup speelde. Omdat zijn contract afliep bij de Rovers, keerde hij in 2006 terug naar Manchester City waar hij in 2008 vertrok. Daarna speelde hij voor diverse tweede- en derdeklasseclubs uit Engeland. In juli 2010 werd hij speler-trainer van Oldham Athletic.

## Statistieken
| Seizoen | Club                  | Competitie                  | Wedstrijden | Doelpunten |
| ------- | --------------------- | --------------------------- | ----------- | ---------- |
| 1990/96 | Arsenal               | Premier League              | 22          | 4          |
| 1993    | Luton Town            | League One                  | 15          | 1          |
| 1994    | Brighton              | League One                  | 8           | 5          |
| 1996/02 | Manchester City       | Premier League              | 158         | 35         |
| 2002/04 | Leicester City        | Premier League              | 89          | 32         |
| 2004/06 | Blackburn Rovers      | Premier League              | 50          | 14         |
| 2006/08 | Manchester City       | Premier League              | 16          | 0          |
| 2007    | Crystal Palace (huur) | The Championship            | 9           | 0          |
| 2008    | Blackpool FC (huur)   | The Championship            | 11          | 6          |
| 2008/10 | Leicester City        | League One/The Championship | 21          | 2          |
| 2009/10 | Derby County (huur)   | The Championship            | 16          | 2          |
| 2010    | Leeds United          | League One                  | 4           | 0          |
| 2010/.. | Oldham Athletic       | League One                  | 1           | 0          |
| Totaal  | Totaal                | Totaal                      | 420         | 101        |